# Thảm sát sông Mê Kông
Vụ thảm sát sông Mê Kông xảy ra vào sáng ngày 5 tháng 10 năm 2011, khi hai tàu chở hàng Trung Quốc bị tấn công trên một đoạn sông Mê Kông trong phạm vi khu vực Tam giác Vàng, gần biên giới Myanmar và Thái Lan. Tất cả 13 thuyền viên trên cả hai tàu đều thiệt mạng và bị ném xuống sông. Đây là cuộc tấn công chết người nhất nhằm vào công dân Trung Quốc ở nước ngoài trong thời hiện đại. Trong phản ứng của mình, Trung Quốc tạm thời đình chỉ vận tải hàng hải trên sông Mê Kông và đạt được thỏa thuận với Myanmar, Thái Lan và Lào để cùng tuần tra trên sông. Sự kiện này cũng dẫn đến Tuyên bố Naypyidaw và các nỗ lực hợp tác chống ma túy khác trong khu vực. Ngày 28 tháng 10 năm 2011, chính quyền Thái Lan đã bắt giữ 9 binh sĩ của Lực lượng đặc nhiệm Pha Mueang, những người sau đó "biến mất khỏi hệ thống tư pháp". Trùm ma túy Naw Kham và ba cấp dưới cuối cùng đã bị chính phủ Trung Quốc xét xử và  tử hình vì vai trò của họ trong vụ thảm sát.
Việc đưa tin quá mức trên các phương tiện truyền thông và phát sóng trực tiếp vụ hành quyết ở Myanmar được coi là một nỗ lực của Trung Quốc nhằm đổ lỗi cho người dân tộc Shan và người Miến Điện về vấn đề ma túy. Trung Quốc trước đây đã cho phép những kẻ buôn ma túy như Pheung Kya-shin tự do đi lại ở Trung Quốc. Kể từ khi Trung Quốc Quốc dân Đảng rút lui về Myanmar vào đầu những năm 1950, các trùm ma túy gốc Hoa đã thành lập một đế chế ma túy ở Tam giác Vàng và tận dụng quan hệ toàn cầu của chúng, điều mà người bản địa vẫn còn thiếu. Lợi nhuận từ việc buôn bán ma túy đã cho phép người Hoa mở rộng và thay thế người bản địa. Kết quả là một phần phía bắc Myanmar và thành phố Mandalay gần như đã bị Hán hóa.

## Bối cảnh
Sông Mê Kông là tuyến đường thủy chính của Đông Nam Á. Nó bắt nguồn từ Trung Quốc, nơi nó được gọi là Lan Thương Giang, chảy qua Myanmar, Lào, Thái Lan, Campuchia và Việt Nam, rồi đổ ra Biển Đông. Đây là tuyến đường thương mại chính giữa tỉnh Vân Nam ở tây nam Trung Quốc và các nước Đông Nam Á. Sau khi ra khỏi Trung Quốc, dòng sông chảy qua khu vực Tam giác Vàng nằm giữa biên giới Myanmar, Thái Lan và Lào. Khu vực này từ lâu vẫn bị ảnh hưởng bởi tình trạng vô luật pháp và khét tiếng về buôn lậu ma túy.  Chủ của một trong những con tàu bị cướp cho biết hầu hết mọi con thuyền Trung Quốc trong khu vực đều bị các băng nhóm trên sông cướp bóc.

## Diễn biến
Theo thủy thủ đoàn của một chiếc thuyền khác chứng kiến vụ tấn công, khoảng 8 tay súng đã xông lên các tàu chở hàng Trung Quốc Hua Ping và Yu Xing 8 vào sáng ngày 5 tháng 10 năm 2011. Vụ cướp được cho là xảy ra ở vùng nước của Myanmar. Sau đó trong ngày, cảnh sát sông Thái Lan ở tỉnh cực bắc Chiang Rai đã trục vớt các con tàu sau một cuộc đấu súng và tìm thấy khoảng 900.000 viên amphetamin trị giá hơn 3 triệu USD. Thi thể của các thuyền viên Trung Quốc sau đó đã được trục vớt lên từ sông. Họ đã bị bắn hoặc bị đâm, một số bị trói hoặc bịt mắt.
| Nạn nhân                                       |
| Trên tàu Hua Ping                              |
| * Huang Yong (黄勇), thuyền trưởng             |
| * Cai Fanghua (蔡方华), kỹ sư                  |
| * Wang Jianjun (王建军), phi công              |
| * Qiu Jiahai (邱家海), kỹ sư trưởng            |
| * Yang Yingdong (杨应东), thủy thủ             |
| * Li Yan (李燕), đầu bếp                       |
| Trên tàu Yu Xing 8                             |
| * He Xilun (何熙伦), phó thuyền trưởng         |
| * Guo Zhiqiang (郭志强), đồng thuyền trưởng    |
| * Yang Deyi (杨德毅), phó thuyền trưởng        |
| * Wang Guichao (王贵超), kỹ sư trưởng          |
| * Wen Daihong (文代洪), phi công               |
| * He Xixing (何熙行)                           |
| * Zeng Baocheng (曾保成)                       |
| * Yang Zhiwei (杨植纬), con trai của Yang Deyi |
| * Chen Guoying (陈国英)                        |

## Điều tra
Theo cảnh sát trưởng tỉnh Chiang Rai, các băng đảng ma túy đòi tiền bảo kê từ tàu thuyền trên sông Mê Kông và đôi khi cướp thuyền để vận chuyển hàng trái phép. Cảnh sát ngay từ đầu đã nghi ngờ kẻ chủ mưu vụ thảm sát là Naw Kham (còn gọi là Nor Kham), một người dân tộc Shan ở độ tuổi bốn mươi. Người này bị cáo buộc là trùm ma túy và cướp biển ở Tam giác Vàng. Anh ta được cho là cựu trợ lý của trùm ma túy khét tiếng Khun Sa, và là thủ lĩnh của một băng đảng với hơn 100 thành viên từng tham gia các vụ buôn bán ma túy, bắt cóc, giết người và cướp biển trên sông Mê Kông trong nhiều năm. Tuy nhiên, các cuộc điều tra sâu hơn cũng liên quan đến 9 binh sĩ Thái Lan thuộc đơn vị quân đội tinh nhuệ chống ma túy. Họ cũng bị chính quyền Thái Lan điều tra.
Sau một thời gian dài truy lùng với sự tham gia của chính quyền Trung Quốc và Thái Lan, cuối tháng 4 năm 2012, lực lượng an ninh Lào đã bắt được Naw Kham ở tỉnh Bokeo, và dẫn độ tên này về Trung Quốc vào tháng 5.  Naw Kham thừa nhận với chính quyền Trung Quốc rằng anh ta chịu trách nhiệm về vụ thảm sát. Trong khi đó, Myanmar lên kế hoạch dẫn độ trợ lý của Naw Kham sang Trung Quốc, người được cho là nắm giữ thông tin quan trọng về vụ tấn công.

## Tuyên án hình sự
Ngày 6 tháng 11 năm 2012, Tòa án Nhân dân Trung cấp Côn Minh, Vân Nam (Trung Quốc) đã kết án tử hình Naw Kham và ba cấp dưới của ông ta: một người Thái Lan, một người Lào và một người mà "truyền thông nhà nước Trung Quốc gọi là không quốc tịch". Hai người khác, Zha Bo và Zha Tuobo, lần lượt bị tuyên án tử hình có ân xá và 8 năm tù. Sáu bị cáo bị phạt tổng cộng 6.000.000 nhân dân tệ (96.000 USD). Khoảng 300 người tham dự khác có mặt tại phiên tòa, bao gồm người thân của các nạn nhân, giới truyền thông và các nhà ngoại giao từ Lào và Thái Lan. Các bản án tử hình được thi hành vào ngày 1 tháng 3 năm 2013.

## Phản ứng
Vụ thảm sát đã gây ra làn sóng phẫn nộ trong công chúng Trung Quốc. Nước này tạm thời đình chỉ tất cả hoạt động vận tải của Trung Quốc trên sông Mê Kông. Tháng 12 năm 2011, Trung Quốc, Myanmar, Lào và Thái Lan bắt đầu tuần tra chung trên sông Mê Kông sau khi bốn nước đạt được thỏa thuận an ninh, với hơn 200 cảnh sát biên giới Trung Quốc từ tỉnh Vân Nam tham gia. Đây là lần đầu tiên có hoạt động triển khai chung như vậy ở Đông Nam Á, và được coi là sự mở rộng vai trò ngày càng tăng của Trung Quốc trong an ninh khu vực.

## Các vụ tấn công sau đó
Ngày 4 tháng 1 năm 2012, một tàu tuần tra của Myanmar và bốn tàu chở hàng của Trung Quốc đã bị tấn công trên sông Mê Kông đoạn chảy qua Myanmar. Một số quả lựu đạn đã được bắn ra, có thể là từ súng phóng lựu M79, nhưng tất cả đều bắn trượt thuyền.

## Trong văn hóa đại chúng
Bộ phim Điệp vụ Tam giác Vàng của đạo diễn Lâm Siêu Hiền được sản xuất dựa trên sự kiện này và được công chiếu vào tháng 9 năm 2016. Với doanh thu phòng vé 1,18 tỷ nhân dân tệ, nó trở thành một trong những bộ phim có doanh thu cao nhất ở Trung Quốc.